# 白餡
白餡（しろあん）とは、白いんげん豆または白小豆を茹でたものを潰し、砂糖または蜜で甘い味をつけた白色の漉し餡のこと。菓子の材料で、おもに饅頭や焼き菓子の中身などに使われる。